# Stage Fright (album)
Pour les articles homonymes, voir Stage Fright (homonymie).
Albums de The Band
The Band
(1969) Cahoots
(1971)
Stage Fright est le troisième album du groupe The Band, sorti en 1970.

## Titres

### Face 1
| No | Titre                                          | Durée |
| -- | ---------------------------------------------- | ----- |
| 1. | Strawberry Wine (Levon Helm, Robbie Robertson) | 2:34  |
| 2. | Sleeping (Robertson, Richard Manuel)           | 3:10  |
| 3. | Time to Kill (Robertson)                       | 3:24  |
| 4. | Just Another Whistle Stop (Manuel, Robertson)  | 3:48  |
| 5. | All La Glory (Robertson)                       | 3:31  |

### Face 2
| No | Titre                                      | Durée |
| -- | ------------------------------------------ | ----- |
| 1. | The Shape I'm In (Robertson)               | 3:58  |
| 2. | The W.S. Walcott Medicine Show (Robertson) | 2:58  |
| 3. | Daniel and the Sacred Harp (Robertson)     | 4:06  |
| 4. | Stage Fright (Robertson)                   | 3:40  |
| 5. | The Rumor (Robertson)                      | 4:13  |

### Titres bonus
La réédition CD de 2000 inclut quatre titres supplémentaires :
| No | Titre                                      | Durée |
| -- | ------------------------------------------ | ----- |
| 1. | Daniel and the Sacred Harp (autre prise)   | 5:01  |
| 2. | Time to Kill (autre mix)                   | 3:26  |
| 3. | The W.S. Walcott Medicine Show (autre mix) | 3:05  |
| 4. | Radio Commercial                           | 1:05  |